# Lisburn Distillery
Lisburn Distillery ist ein nordirischer Fußballverein aus Lisburn, der in der IFA Championship spielt. Die Mannschaft trägt seit jeher weiße Heimtrikots. Er ist einer der ältesten offiziellen Fußballvereine in ganz Irland.

## Geschichte
Im Juli 1879 wurde der Verein als VR Distillery Cricket Club von Mitgliedern der Royal Irish Distillery in Belfast gegründet. Die Fußballabteilung, der Distillery Football Club, bildete sich erst im November 1880. Einen Monat später, am 11. Dezember 1880, fand auf dem Daisy Hill auch schon das erste Spiel gegen Dundela statt. Es wurde mit 1:0 gewonnen.
Während der Saison 1882/83 zogen die Whites auf einen größeren Platz in der Nähe von Broadway. Am 19. April 1884 war es dann so weit: Distillery gewann zum ersten Mal den Irish Cup, der in den zwei Folgejahren erfolgreich verteidigt werden konnte. Der höchste Sieg überhaupt gelang in diesem Pokal mit einem 18:0 gegen United Steamship am 29. Oktober 1887. 1889, im Jahr des Umzugs in den Grosvenor Park, gewann das Team zum ersten Mal im County Antrim Shield. Auch in der ersten Saison der Irish League reichte es für einen guten dritten Platz. Erstmals Meister wurde der Verein nach der Spielzeit 1895/96. In diesem Jahr wurde mit dem Irish Cup und dem County Antrim Shield das Triple perfekt gemacht.
In der Saison 1905/06 beendete der Klub die Irish Premier League punktgleich mit dem Cliftonville FC auf dem ersten Platz. Das von der IFA angesetzte Entscheidungsspiel endete nach Verlängerung unentschieden. Man hoffte, dass ein Wiederholungsspiel nun einen Sieger hervorbrächte, doch auch dieses ergab nach der extra Zeit ein Remis. So entschied der Verband, dass diese wirklich gleich starken Mannschaften beide den Pokal erhalten sollten.
Später in der Geschichte folgten auch Siege im City-Cup und Gold Cup. Von 1922/23 bis 1927/28 spielte der Verein im York Park, bevor er wieder in den Grosvenor Park zurückkehrte. Sogar ein Novum schaffte der Klub: in der Saison 1952/53 wurde die erste Flutlichtanlage im kompletten irischen Fußball installiert.
Fünf Jahre später (1957) wurde zum ersten Mal der Ulster Cup gewonnen. Einer der größten Erfolge des Vereins liegt im Jahr 1963/64, als das Team im Europapokal der Landesmeister im Hinspiel der ersten Runde ein 3:3 gegen Benfica Lissabon errang. Im Rückspiel musste es sich allerdings mit 0:5 geschlagen geben. 1971/72 wurde das zweite große Match gegen den FC Barcelona im Europapokal der Pokalsieger gespielt. Hier gab es aber ein schnelles Aus mit 1:3 und 0:4.
1971 wurde der Grosvenor Park bei einem Feuer zerstört. Im folgenden Jahrzehnt wechselte der Verein des Öfteren das Stadion, bis man sich schlussendlich 1980 im Vorort Ballyskeagh niederließ, wo das New Grosvenor Stadium errichtet wurde. Zum Zeichen dieser „Auferstehung“ wurde ein Phönix in das Wappen eingefügt. 1995/96 folgte allerdings der Abstieg in die First Division. Drei Jahre später gelang der Wiederaufstieg. Im selben Jahr (1999) wurde der Name offiziell in Lisburn Distillery FC geändert und in das Emblem wurde das Wappen der Stadt eingefügt. Mit dem neuen Namen ging es gleich wieder zurück in die First Division. Während die Whites 2001 noch im Play-off um den Aufstieg scheiterte, kam das Team im Folgejahr wieder in die höchste Liga, in welcher der Verein bis 2013 spielte. Dann stieg der Verein als Letzter der IFA Premiership ab und spielt somit seit der Saison 2013/14 nur noch zweitklassig.

## Erfolge
Irish League (6)
1895/96, 1898/99, 1900/01, 1902/03, 1905/06¹, 1962/63
¹ (zusammen mit Cliftonville FC)
Irish Cup (12)
1883/84, 1884/85, 1885/86, 1888/89, 1893/94, 1895/96, 1902/03, 1904/05, 1909/10, 1924/25, 1955/56, 1970/71
County Antrim Shield (14)
1888/89, 1892/93, 1895/96, 1896/97, 1899/00, 1902/03, 1904/05, 1914/15, 1918/19, 1919/20, 1945/46, 1953/54, 1963/64, 1985/86
City-Cup (5)
1904/05, 1912/13, 1933/34, 1959/60, 1962/63
Gold Cup (5)
1913/14, 1919/20, 1924/25, 1929/30, 1993/94
Ulster Cup (2)
1957/58, 1998/99

## Europapokalbilanz
| Saison  | Wettbewerb                    | Runde                  | Gegner              | Gesamt | Hin     | Rück    |
| ------- | ----------------------------- | ---------------------- | ------------------- | ------ | ------- | ------- |
| 1963/64 | Europapokal der Landesmeister | 1. Runde               | Benfica Lissabon    | 3:8    | 3:3 (H) | 0:5 (A) |
| 1971/72 | Europapokal der Pokalsieger   | 1. Runde               | FC Barcelona        | 1:7    | 1:3 (H) | 0:4 (A) |
| 2005    | UEFA Intertoto Cup            | 1. Runde               | Vilnius FK Žalgiris | 0:2    | 0:1 (A) | 0:1 (H) |
| 2008    | UEFA Intertoto Cup            | 1. Runde               | Turku PS            | 3:6    | 2:3 (H) | 1:3 (A) |
| 2009/10 | UEFA Europa League            | 1. Qualifikationsrunde | FC Sestaponi        | 01:11  | 1:5 (H) | 0:6 (A) |

Gesamtbilanz: 10 Spiele, 1 Unentschieden, 9 Niederlagen, 8:34 Tore (Tordifferenz −26)